# Selenocosmia lanceolata
Selenocosmia lanceolata är en spindelart som beskrevs av Henry Roughton Hogg 1914. Selenocosmia lanceolata ingår i släktet Selenocosmia och familjen fågelspindlar. Inga underarter finns listade i Catalogue of Life.